# António Sampaio da Nóvoa
António Sampaio da Nóvoa, né le 12 décembre 1954 à Valença, est un professeur de la faculté de psychologie et des sciences de l'éducation de l'université de Lisbonne. Il en a été le recteur de 2006 à 2013.
Il se présente lors de l'élection présidentielle portugaise de 2016 sans étiquette avec un programme anti-austérité en ayant le soutien du PCTP/MRPP et LIBRE. Il obtient 22,90 % des voix, deuxième score mais loin derrière les presque 52 % de Marcelo Rebelo de Sousa.